# 斯普林克里克鎮區 (堪薩斯州科菲縣)
斯普林克里克鎮區（英語：Spring Creek Township）為美國堪薩斯州科菲縣轄下的鎮區。2010年美国人口普查中該鎮區人口有114人。

## 地理
斯普林克里克鎮區涵蓋面積90.51平方（34.95平方英里），境內無城市。

### 墓園
根據美國地質調查局的資料，此鎮區擁有3座墓園：
- 羅格墓園（Logue Cemetery）
- Stoeltzing墓園
- 伍斯特墓園（Wooster Cemetery）

### 溪流
通過此鎮區的溪流有：
- 鮑曼斯支流（Bowmans Branch）
- 洛斯溪（Loss Creek）

## 人口統計
根據2010年美國人口普查，斯普林克里克鎮區人口有114人，住房55戶，人口密度為1.26人/每平方公里。此鎮區居民之種族中，白人佔100%，非裔美國人佔0%，美洲原住民佔0%，亞裔美國人佔0%，太平洋島裔美國人佔0%，其他種族佔0%，混血種族則佔0%。而西班牙裔或拉丁裔美國人佔此鎮區人口的0%。

## 外部連結
- City-Data.com （页面存档备份，存于）